# Paya Dua (Woyla)
Paya Dua is een bestuurslaag in het regentschap Aceh Barat van de provincie Atjeh, Indonesië. Paya Dua telt 430 inwoners (volkstelling 2010).